# Егоров, Роман Николаевич
Рома́н Никола́евич Его́ров (25 января 1974) — российский пловец, двукратный серебряный призёр Олимпийских игр. Заслуженный мастер спорта России.

## Карьера
Тренер — Михаил Горелик. На Олимпиаде в Атланте Роман участвовал в двух эстафетах: 4×100 метров вольным и в комбинированной 4×100. В эстафете вольным стилем Егоров в финале вместе с Александром Поповым, Владимиром Предкиным и Владимиром Пышненко выиграл серебро. В комбинированной эстафете Роман участвовал в предварительном заплыве, также завоевал серебряную медаль.
Двукратный чемпион Европы в эстафете 4×100 метров вольным стилем, а также бронзовый призёр чемпионата мира.

## Образование
Выпускник Санкт-Петербургского колледжа олимпийского резерва № 1.

## Награды
- Медаль ордена «За заслуги перед Отечеством» II степени (6 января 1997 года) — за заслуги перед государством и высокие спортивные достижения на XXVI летних Олимпийских играх 1996 года[3]